# Grupp 9-element
Grupp 9-element kallas gruppen av grundämnen i periodiska systemet som omfattar följande ämnen:
- Kobolt
- Rodium
- Iridium
- Meitnerium